# Аралтал
Аралта́л (каз. Аралтал) — село у складі Бурлінського району Західноказахстанської області Казахстану. Входить до складу Аксайської міської адміністрації.
Населення — 922 особи (2021; 475 у 2009, 314 у 1999, 307 у 1989).